# She’s Got Nothing On (But the Radio)
A She’s Got Nothing On (But the Radio) című dal a svéd Roxette 2011. január 10-én megjelent kislemeze a Charm School című stúdióalbumról. A rockos beütésű elektropop dal vegyes véleményezést kapott mind a rajongók, mind a kritikusok részéről. Ennek ellenére slágerlistás volt egész Európában. Ez volt a legsikeresebb dal az 1992-es How Do You Do! című dal óta. A dal Ausztriában, és Németországban Top 30-as sláger volt. A dal az amerikai Billboard Contemporary listára is felkerült, ahol a 30. helyezett volt.

## Előzmények
A dalt Gessle írta Christopher Lundquist és Clarence Öfwermannal együtt, és az Aerosol Grey Machine Stúdióban rögzítették. Marie énekét a Stockholmi Atlantis Stúdióban vették fel. A dal 3 perc 34 másodpercig fut. Az Ultimate Guitar szerint a rockos beütésű elektro pop dal 132 BPM /perc ritmusú mindegyik verze két A – A – G – D – A sorozatból áll, melyet egy kórus követ Dm – B – F – C – Dm – B ♭ –F – C – B ♭ –Dm, míg a a közép  Dm – C három rövid szakaszából áll.
A cím Marilyn Monroe 1952-es idézetére hivatkozik, melyek a naptárán megjelent meztelen képeire vonatkozik. "It's Not True I had Nothing on. I had the radio On. 1983-ban a Pantera nevű együttes ugyanazt a kifejezést használta "Nothing On (But the Radio)" az 1983-ban megjelent debütáló albumukon, a "Metal Magic" címűn. 2004-ben Gary Allan is megjelentette a "Nothing On but the Radio" című kiadványát, majd Lady Gaga is megjelentett 2010-ben egy "Nothing On (But the Radio) című dalt.
A dal vegyes kritikákat kapott mind a rajongók, mind a kritikusok részéről. Gessle az alábbiakat nyilatkozta. "Több mint 35 éve írok dalokat, és ha meghallgatnám az A&R tehetségkutató művészeit, újságírókat, rajongókat, akkor is abba hagyhatnám. Bízom saját ösztöneimben, hitemben, és saját varászlatom szerint csináljuk. A Charm School albumunkon megpróbáljuk a klasszikus Roxette hangzást visszaadni anélkül, hogy túlságosan nosztalgikus hangulatban lennénk. Voltak érdekes dolgok, amikor én és Marie együtt kezdtünk dolgozni. Szeretjük, de nem szeretnénk ismételni magunkat".

## Promóció
A dalt 2011. január 10-én jelentették meg, melyet először letölteni lehetett. A zenei videót később töltötték fel a Vevo-ra. A klipet Mats Udd rendezte, mely Fredriksson és Gessle korábba felvételeiből áll. 2018-tól a dalt több mint 2,5 millióan tekintették meg a YouTube-on. Február 15-én egy CD kislemez jelent meg, melyen szerepelt a Wish I Could Fly című dal élő változata, valamint a duó 2010. szeptember 12-i Oroszországi Szentpétervári koncert változata. Ez a változat ugyancsak felkerült a Charm School deluxe kiadására is. A dalból remixek is készültek, melyet Adrian Lux és Adam Rickfors készített el, és február 25-én jelent meg. Az Egyesült Királyságban a dal március 5-től kezdődően került a BBC Radio 2 játszási listájába, és április 2-ig maradt ott. Az Egyesült Államokban június 20-tól kezdték el játszani a dalt.

## Sikerek
A dal Közép-Európában jelentős slágerré vált. Benne volt az első tíz helyezett között és összesen 21 hétig volt helyezett a német kislemezlistán. Ezúttal a leghosszabb ideig slágerlistán lévő kislemezük is volt az 1992-ben kiadott How Do You Do! óta. A dal 9. volt az osztrák Ö3 kislemezlistán, mely a legnagyobb slágerük volt az 1994-es Sleeping in My Car óta. A svájci kislemezlistán a 19. helyig jutott, a "Wish I Could Fly" óta a legjobb slágerük volt a listán 1999 óta.

## Megjelenések
Minden dalt Per Gessle írt.
- Digitális letöltés (CDPRO–4439 · 50999 072004–2 7)

1. "She's Got Nothing On (But the Radio)" – 3:34

- CD Single (50999 072005–2 6)

1. "She's Got Nothing On (But the Radio)" – 3:34
2. "Wish I Could Fly" (Live at the Ice Palace in Saint Petersburg, Russia on 12 September 2010) – 4:51

- CD Single − Remixes

1. "She's Got Nothing On (But the Radio)" (Adrian Lux Remix) (Original Version) – 5:34
2. "She's Got Nothing On (But the Radio)" (Adrian Lux Remix) (Radio Edit) – 2:41
3. "She's Got Nothing On (But the Radio)" (Adam Rickfors Remix) (Radio Edit) – 3:36
4. "She's Got Nothing On (But the Radio)" (Adam Rickfors Remix) (Dub Edit) – 7:23
5. "She's Got Nothing On (But the Radio)" (Adam Rickfors Remix) (Power Edit) – 3:29

## Slágerlista
| Slágerlista (2011)                 | Legjobb helyezések |
| ---------------------------------- | ------------------ |
| Ausztria (Ö3 Austria Top 40)       | 9                  |
| Belgium (Ultratop 50 Flanders)     | 34                 |
| Csehország (Rádio Top 100)         | 30                 |
| Németország (Media Control Charts) | 10                 |
| German Airplay (Nielsen)           | 6                  |
| Magyarország (Rádiós Top 40)       | 9                  |
| Russian Airplay (TopHit)           | 148                |
| Svájc (Schweizer Hitparade)        | 19                 |
| UK Airplay (OCC)                   | 26                 |
| US Adult Contemporary (Billboard)  | 30                 |

| Slágerlista (2011)                | Helyezések |
| --------------------------------- | ---------- |
| German Singles (GfK)              | 71         |
| Hungarian Airplay (Rádiós Top 40) | 38         |

## Kiadások
| Régió                     | Dátum             | Formátum          | Ref.   |
| ------------------------- | ----------------- | ----------------- | ------ |
| Európai Unió              | 2011. január 10.  | 1 számos kislemez | [ 21 ] |
| Európai Unió              | 2011. február 15. | 2 számos kislemez | [ 22 ] |
| Európai Unió              | 2011. február 25. | Maxi single       |        |
| Amerikai Egyesült Államok | 2011. június 28.  | Airplay           | [ 6 ]  |